# 米德尔敦 (康涅狄格州)
米德尔敦（英語：Middletown），又译“中州镇”。是位于美国康涅狄格州米德尔塞克斯县康涅狄格河畔的一座城市，人口43,167（2000年），其中白人占80.01%、非裔美国人占12.26%、亚裔美国人占2.68%。
米德尔敦历史上曾经是康州工业重镇，商业也因水运便利而繁荣一时。但二十世纪接连遭遇洪水等灾害袭击，基础设施受到破坏，工业也因不适应时代而逐渐丧失优势。现在的米德尔敦是一个山明水秀的安静城市。
城市西部有卫斯理安大学。

## 名人
- 塞缪尔·迪金森·哈伯德：美国前邮政部长
- 迪安·艾奇逊：美国前国务卿